# Catecumenia
Se llamaba catecumenia a la galería superior que había en algunas iglesias desde donde los catecúmenos oían los oficios divinos. 
Otros afirman que era el lugar desde donde las mujeres oían los oficios divinos ya que antiguamente estaban en las iglesias separadas de los hombres. 